# Krill-do-pacífico
O krill-do-pacífico, Euphausia pacifica, é uma espécie de krill que vive no Oceano Pacífico.
O krill-do-pacífico é pescado de forma intensiva nas águas que rodeiam o Japão, onde é chamado  tsunonashi okiami (ツノナシオキアミ). A captura anual nas águas japonesas encontra-se limitada por lei às 70 000 toneladas.